# Bengt Gylta (1400-talet)
Bengt Gunnarsson Gylta till Påtorp, född omkring 1402, död omkring 1482, var väpnare och ett svenskt riksråd och lagman. Son till Gunnar Gylta.

## Biografi
Han var riksråd 1446 och lagman i Västergötlands och Dals lagsaga 1440 till 1452. Dömdes till döden för landsförräderi 1453 men var då i Danmark, återvände 1458. Levde i Vadstena 1480 men död 1488.

## Familj
Bengt Gylta var före 1445 gift med Märta Andersdotter (Öra) och sägs ha haft 18 kända barn, varav 16 angetts ha dött unga. En av de överlevande sönerna var Peder Bengtsson Gylta.